# Carl Adolf Otth
Carl Adolf Otth (ou Charles-Adolphe Otth) est un médecin et un naturaliste suisse, né le 2 avril 1803 à Berne et mort le 16 mai 1839 à Jérusalem.
Il fait ses études à Berne, puis se spécialise en histoire naturelle à Genève où il reçoit les enseignements d'Augustin Pyrame de Candolle (1778-1841) et de Nicolas Charles Seringe (1776-1858).
Il étudie ensuite la médecine d'abord à Berne en 1822, puis à Kiel en 1825 et enfin à Berlin en 1826 où il obtient son titre de docteur en 1828.
Après un séjour de six mois à Paris, il retourne exercer dans sa ville natale.
Il entreprend un voyage naturaliste en 1836 en France (où il visite le Dauphiné et la Provence) et en Méditerranée, notamment dans les îles Baléares, et, enfin, en Algérie. Il en rapporte une grande collection d'insectes et de reptiles, dont des espèces nouvelles.
En 1839, il entreprend un nouveau voyage au Proche-Orient mais il meurt à Jérusalem et ses collections, comme ses manuscrits et ses dessins sont perdus.